# Huisarórare
Huisarórare är en ort i Mexiko.   Den ligger i kommunen Carichí och delstaten Chihuahua, i den nordvästra delen av landet, 1 200 km nordväst om huvudstaden Mexico City. Huisarórare ligger 2 054 meter över havet och antalet invånare är 125.
Terrängen runt Huisarórare är kuperad åt nordväst, men åt sydost är den platt. Runt Huisarórare är det mycket glesbefolkat, med 2 invånare per kvadratkilometer. Närmaste större samhälle är San José Baqueachi, 10,7 km sydost om Huisarórare. Trakten runt Huisarórare består i huvudsak av gräsmarker.